# Lesene cerkve v Bosni in Hercegovini
Lesene cerkve v Bosni in Hercegovini so posebna vrsta cerkvenih stavb, ki so v celoti zgrajene iz lesa, in kot pove že njihovo ime, je bruno glavni gradbeni element. Bruno je drevo, ki ni bilo obdelano vsaj na eni strani. Predstavljajo skupino stavb arhitekturne dediščine Bosne in Hercegovine, zato so nekatere razglašene za narodne spomenike.

## Splošno
Takšne cerkve so gradili povsod po svetu, kjer je bil les pomemben gradbeni material. Več kot 100 je bilo zgrajenih v Romuniji, več kot 50 na Slovaškem, še štiri v Srbiji, še štiri na Hrvaškem, še več jih je v Skandinavija, Rusiji, na Poljskem in Čilu na otoku Chiloé.
8 cerkva brunaric iz Romunije in Slovaške ter 16 iz poljskih in ukrajinskih Karpatov ter Čila je vpisanih na Unescov seznam svetovne dediščine.
Po popisu iz leta 1911 je bilo v Bosni in Hercegovini, predvsem v Bosanski krajini, skupno 83 sakralnih objektov iz lesa. Do leta 1952 jih je bilo približno trideset. Veliko lesenih cerkva je med drugo svetovno vojno in v letih po njenem koncu izginilo zaradi slabega ali nezadostnega vzdrževanja.
Zgrajene so bile v obdobju od konca 17. do začetka 20. stoletja in so običajno daleč od pomembnih cest. Cerkve niso zgrajene po enem samem projektu, temveč so rezultat inventivnosti graditeljev, zato razvrstitev ni možna. Glede na njihovo arhitekturno artikulacijo ne moremo govoriti o uporabi nekaterih slogovnih elementov, saj gre za podeželske cerkve na samem obrobju umetniških in kulturnih tokov. Nekatere so bile zgrajene brez uporabe žebljev. Če primerjamo cerkve brunarice, zgrajene v Bosni in Hercegovini z lesenimi džamijami, je veliko podobnih arhitekturnih in konstruktivnih elementov, ki jih pojasnjujejo dela domačih mojstrov.

### Cerkev v Romanovcih
Pravoslavna brunarica posvečena sv. Nikoli v Romanovcih, občina Gradiška, je bil razglašen za narodni spomenik Bosne in Hercegovine. Osnova cerkve je pravokotnik, dolg 7,42 m in širok 4,16 m. Višina sten stavbe je 1,95 m, skupna višina cerkve, merjeno od tal do slemena, pa 5,75 m. Cerkev nima oltarne apside.

### Cerkev v Malem Blaškem
Pravoslavna cerkev brunarica v vasi Malo Blaško s premičninami, občina Laktaši, je razglašena za narodni spomenik Bosne in Hercegovine. Izvira iz okoli leta 1750. Postavljena je na kamnitih temeljih in v celoti izdelana iz hrastovega lesa. Zunanje mere cerkvene osnove so 7,19 x 4,02 m. Skupna višina objekta je 5,11 m. Pokrita je s strmo štirikapno streho iz skodel, sestavljeno iz niza rogov, brez slemen, katerih odsotnost omogoča bolj subtilno povezovanje strešnih površin.

### Cerkev v Jelićkem
Pravoslavna brunarica (cerkev, posvečena prenosu relikvij sv. Miklavža) v Jelićki, občina Prijedor. je razglašen za narodni spomenik Bosne in Hercegovine.
Vas Jelicka leži v prostrani ravnici Timar, v spodnjem toku reke Gomionice, med Prijedorom in Bronzanim Majdanom ter Kozaro in banjaluško Vrhovino. Osnova cerkve je pravokotnik, katerega dimenzije so: dolžina 9,00 m (merjeno brez apside) in širina 5,40 m. Cerkev ima na vzhodni strani petstransko oltarno apsido dolžine 1,35 m. Oltarni prostor cerkve je od ladje ločen z ikonostasno pregrado, z ikonami, naslikanimi v temperni tehniki na platnu. Slike so delo lokalnega mojstra in so poškodovane.

### Cerkev v Maričkem
Pravoslavna cerkev brunarica sv. Ilije v Marićki, občina Prijedor. je razglašena za narodni spomenik Bosne in Hercegovine.

### Cerkev v Palačkovcih
Pravoslavna brunarica (cerkev Svetih apostolov Petra in Pavla) s premično dediščino v Palačkovcih, občina Prnjavor, je narodni spomenik Bosne in Hercegovine. Vas Palačkovci leži na sredini med Prnjavorom in Dervento, na razdalji približno 2 km jugozahodno od ceste, ki vodi v kraj Crkvina, kraj Šuma. Letnica izgradnje te cerkve je 1843, kar je razvidno iz vklesanega napisa na vrhu podboja templja. Cerkev ima pravokotno osnovo v izmeri 9,82 x 4,56 m. Višina grebena je več kot 7,00 m. Izdelana je iz odlično tesanih hrastovih hlodov, katerih spoji in pregibi so izdelani zelo natančno. Stenski tramovi so ožji od temeljnih, ki so postavljeni na grobo tesane kamne in so na vogalih povezani z dvojnim pregibom. V notranjosti je cerkev, tako kot večina tovrstnih objektov, razdeljena na: narteks, ladjo in oltarni prostor. Okrašena je z ikonami.

### Cerkev v Krupi na Vrbasu
Zgodovinsko območje - cerkev brunarica posvečena sv. Miklavžu v Krupi na Vrbasu pri Banja Luki je narodni spomenik Bosne in Hercegovine.
Cerkev stoji v zaselku Tovilovići, na griču na robu hrastovega gozda. Do cerkve vodi lokalna cesta v neposredni bližini glavne ceste Banja Luka - Jajce.
Cerkev je bila zgrajena leta 1735. Dimenzije objekta so: dolžina večja od 8 m in širina večja od 6 metrov, z dodano tristransko apsido. Zvonik, ki je na pokopališču, ni pristen, zgrajen je bil v novejšem času. Ob zadnji obnovi cerkve je bila napeljana elektrika.

### Cerkev v Kolima Banja Luka
Stavbni kompleks cerkve brunarice posvečene Kristusovemu vnebohodu v Kolimi, mesto Banja Luka, je narodni spomenik Bosne in Hercegovine.
Vas Kola je v banjaluških Vrhovinah, na nadmorski višini približno 420 m, približno deset kilometrov jugozahodno od Banja Luke in v bližini ceste Banja Luka - Ključ. Ožje mesto, kjer stoji lesena cerkev, se imenuje Branilovice. Cerkev je pravokotne oblike, cca 7,18 x 4,21 m. Na razdalji 7-8 m zahodno od brunarice je bil po letu 2000 postavljen napol odprt zvonik na stebrih.

### Cerkev na Palama
Katoliška cerkev sv. Josipa na Palah je razglašena za narodni spomenik Bosne in Hercegovine. Zunanje mere objekta so 17 x 8 m, z apsido. Višina cerkvenih zidov, merjena od tal do začetka oboka, je približno 4 m, višina do vrha oboka pa je približno 7 m. Stene cerkve so zgrajene iz masivnih brun s tankimi lesenimi tramovi med njimi. Bruna so postavljena na kamnit podstavek višine 40 cm, izdelan iz nepravilno tesanih kamnitih blokov, postavljenih v dveh vodoravnih vrstah. Dvokapna streha cerkve je pokrita s strešniki, dvokapni strehi apside in zvonika pa s pločevino.